# Mwana Afrika
Mwana Afrika (década de 1990, Rio de Janeiro, Brasil), pseudônimo de Sandra Quiala, é uma jornalista, apresentadora, economista, investigadora, autora e influenciadora digital angolana. Destaca-se por sua atuação em temas sociais, culturais e políticos na imprensa lusófona.

## Carreira no jornalismo
Mwana iniciou sua carreira em 2011 no Novo Jornal, principal semanário angolano, onde escreveu sobre sociedade, economia, cultura e desporto.
Posteriormente, trabalhou para o grupo público Edições Novembro, contribuindo com colunas e reportagens para o Jornal da Cultura.
Em 2012, integrou a redação do primeiro jornal digital do país, o Rede Angola, onde abordou questões sociais e culturais.
Destacou-se como editora e jornalista multimídia ao produzir o mini-documentário Angola – A Revolução Adiada, transmitido pela Deutsche Welle (DW) em 2023, que explorou o julgamento de ativistas e os desafios à liberdade de expressão em Angola.
Sua entrevista com Isabel dos Santos em 2022 teve ampla repercussão internacional.

## Ativismo cultural
Mwana é criadora da revista audiovisual Mwana Afrika – Oficina Cultural, veiculada na TPA (Angola), RTP África (Portugal) e Trace Brasil.
Fundou também a instituição de pesquisa homônima Mwana Afrika, dedicada à produção de conhecimento afrocentrado.

## Obra publicada
Em abril de 2022, lançou o livro Por Exemplo – O Que a História Ainda Não Contou, em Portugal. A obra aborda cultura africana, ciência, etnografia, filosofia, artes e biografias de figuras históricas. Em dezembro de 2023, o livro foi lançado também no Brasil pela editora Ararinha.

## Prêmios e reconhecimentos
Foi nomeada para os Prémios Moda Luanda como Melhor Apresentadora de Revista Cultural e venceu o Prêmio Afro Zurich 2023 na categoria de Melhor Jornalista Africana.